# Ymke Wieringa
Ymke Wieringa (Oegstgeest, 5 juni 1989) is een voormalige Nederlandse televisiepersoonlijkheid.

## Bekendheid
Wieringa nam in 2009 deel aan het RTL 5-datingprogramma Take me out. In 2010 werd ze gevraagd om deel te nemen aan het televisieprogramma Echte meisjes in de jungle, waarin ze zevende werd nadat ze noodgedwongen het programma verliet vanwege een beet van een anaconda. Na haar herstel maakte ze samen met Britt Dekker een online televisieprogramma voor RTL, genaamd De zomer van Britt & Ymke. Het tweetal bezocht hierin diverse zomerse evenementen.
Begin december 2011 tekenden Wieringa en Dekker beiden een tweejarig contract bij RTL 5. Hun eerste programma, Britt en Ymke en het mysterie van..., werd vanaf april 2012 uitgezonden. Ze zijn voor dit programma de hele wereld over gereisd. In oktober van datzelfde jaar begonnen Wieringa en Dekker aan hun nieuwe praatprogramma Britt en Ymke stellen vragen, waarin ze diverse bekende Nederlanders interviewen.
Op 27 augustus 2013 begon het programma Waar Rook Is... Zijn Britt & Ymke, waarin ze samen met Dekker op zoek gaat naar de feiten achter de roddels die dagelijks over Nederlandse sterren opduiken. Samen met Dekker werkte Wieringa voor het Nederlandse wetenschapstijdschrift Know how. In 2013 sprak ze het personage Shannon uit de film Verschrikkelijke Ikke 2 in, een film die in juni van datzelfde jaar in première ging.
Wieringa won in maart 2012 de Spuiten en slikken-test met een 6,8. Vanaf september 2013 was ze te zien in het AVRO-programma Atlas. In de zesde aflevering van dat seizoen was haar eliminatie en moest ze het programma verlaten. Wieringa deed in december 2013 mee aan de 24e editie van het Groot Dictee der Nederlandse Taal, hierin maakte ze 40 fouten.
In januari 2014 keerde Wieringa met Dekker terug op de buis met het programma Britt en Ymke aan de bak in Blanes. In dit programma zijn de twee reisleiders van de jongerenvakanties Gofun. National Geographic Channel nam Wieringa in april vervolgens solo in dienst als presentatrice van het veertiendelige wetenschapsprogramma Science of Stupid. Tevens was Wieringa in 2014 een van de 24 kandidaten die meededen aan het 3e seizoen van de Nederlandse uitvoering van het tv-spelprogramma Fort Boyard. In 2015 was Wieringa te zien in het RTL 5-programma Shopping Queens VIPS, ze eindigde op de laatste plek.
In 2013 sprak Wieringa de stem in van Shannon in de film Despicable Me 2.
Na 2015 is ze gestopt met televisiewerk. Ze werkt nu als graphics recorder.

## Televisie
| Jaar | Titel                                | Opmerkingen                      |
| ---- | ------------------------------------ | -------------------------------- |
| 2009 | Take Me Out                          | Deelneemster                     |
| 2011 | Echte meisjes in de jungle           | Deelneemster                     |
| 2011 | De zomer van Britt & Ymke            | Online programma op RTL XL       |
| 2012 | Britt en Ymke en het mysterie van... | Presentatie duo met Britt Dekker |
| 2012 | Britt en Ymke stellen vragen         | Presentatie duo met Britt Dekker |
| 2013 | Waar rook is... zijn Britt en Ymke   | Presentatie duo met Britt Dekker |
| 2013 | Atlas                                | Deelneemster                     |
| 2014 | Fort Boyard                          | Deelneemster                     |
| 2014 | Britt en Ymke aan de bak in Blanes   | Presentatie duo met Britt Dekker |
| 2014 | Science of Stupid                    | Presentatrice                    |
| 2015 | Wie overleeft Nederland?             | Deelneemster                     |
| 2015 | Shopping Queens VIPS                 | Deelneemster                     |